# Bandar Abbas International Airport
De luchthaven Bandar Abbas International Airport bevindt zich aan de oostrand van Bandar Abbas, de hoofdstad van de provincie Hormozgan in Iran. 

## Luchtvaartmaatschappijen en bestemmingen
| luchtvaartmaatschappij | bestemming                                |
| ---------------------- | ----------------------------------------- |
| Eram Air               | Teheran Mehrabad, Kish Island             |
| Iran Air               | Teheran Mehrabad, Isfahan, Shiraz, Tabriz |
| Iran Air Tours         | Teheran Mehrabad, Mashhad                 |
| Iran Aseman Airlines   | Dubai                                     |
| Mahan Air              | Teheran Mehrabad, Dubai                   |

## Ongelukken
- Op 3 juli 1988 was Iran Air-vlucht 655 van Luchthaven Bandad Abbas met bestemming Dubai opgestegen. Dit was ten tijde van de Irak-Iranoorlog. Het Amerikaanse vliegdekschip USS Vincennes heeft de Airbus A300 aangezien voor een F14 Tomcat en boven de Straat van Hormuz met twee luchtdoelraketten neergeschoten, waarbij alle 288 inzittenden omkwamen.
- Op 6 december 2005 was een militair transportvliegtuig van het type C-130 van de Iraanse luchtmacht op een vlucht van Teheran Mehrabad naar Bandar Abbas kort na de start vanwege motorproblemen verongelukt. Het transportvliegtuig vloog hierbij tegen een flat van tien verdiepingen in het centrum van Teheran. Hierbij kwamen 128 mensen om het leven waaronder alle 94 inzittenden van de C-130.
- Op 1 september 2006, was Iran Air Tours-vlucht 945, een lijndienst van Bandar Abbas naar Mashhad, verongelukt bij de landing op het vliegveld van Mashhad. Het vliegtuig van het type Tupolev Tu-154 raakte van de landingsbaan, waarbij 28 van de 148 inzittenden omkwamen.